# Дил (остров, Тасмания)
Дил (англ. Deal Island) — остров в Бассовом проливе.
Площадь — 15,77 км², это крупнейший остров архипелага Кент. Геологически сложен гранитами. Сегодня остров является частью национального парка, самого северного из находящихся под юрисдикцией штата Тасмания.
Остров Дил сегодня необитаем, но человек оставил следы своей деятельности: взлётно-посадочная полоса, дороги, маяк, музей, а также несколько жилых строений. Маяк считается высочайшим в Южном полушарии, возвышаясь на 305 м над уровнем моря.
Остров имеет умеренный океанический климат. Среднемесячные температуры — от +17,6 °C в феврале до +10,5 °C в августе.